# Cark-in-Cartmel
Koordinaten: 54° 11′ N, 2° 59′ W

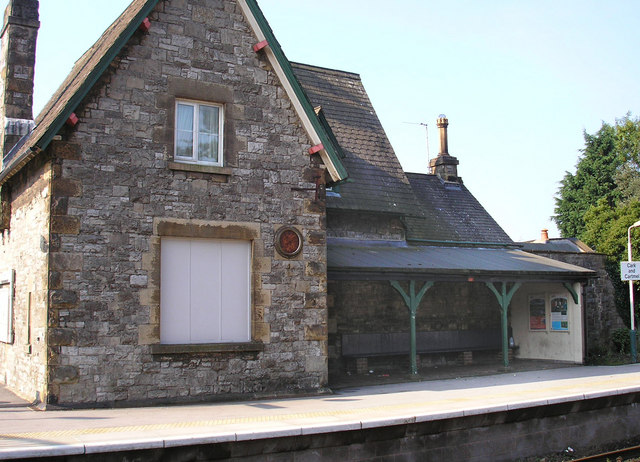
Der Bahnhof Cark-and-Cartmel

Cark-in-Cartmel (oft nur Cark) ist ein Ort in Cumbria im nordwestlichen England, der bis 1974 zu Lancashire gehörte. Der Ort liegt etwa 3 km südwestlich des Ortes Cartmel auf der Halbinsel Cartmel.
Der Bahnhof Cark-and-Cartmel an der Furness Line zwischen Lancaster und Barrow-in-Furness, der oft als Bahnhof Cark bezeichnet wird, liegt am südlichen Ende des Ortes an der Grenze zum Ort Flookburgh. Der Bahnhof, der am 1. September 1857 von der Ulverston and Lancaster Railway eröffnet wurde, dient, auch dem Ort Cartmel als Bahnhof. Besondere Bedeutung hatte der Bahnhof durch das knapp 800 m nördlich des Ortes gelegene Anwesen Holker Hall, das früher im Besitz des Duke of Devonshire war und heute der Sitz der Familie Cavendish ist, weil für den Herzog und seine Gäste besondere Warteräume bereitgehalten wurden.
Der River Eea fließt durch Cark.